# Boris Renner

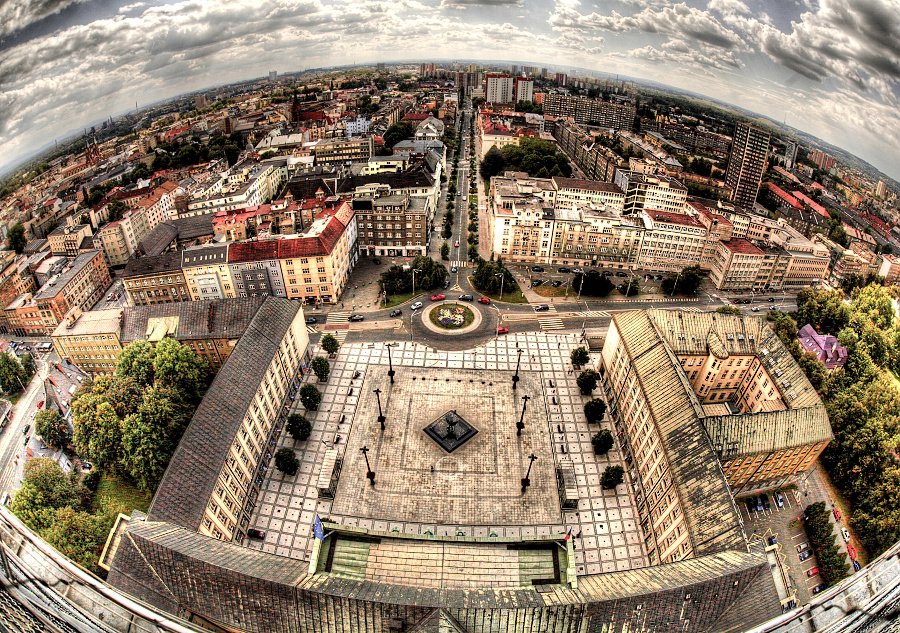
Boris Renner: Pohled na Ostravu z radniční věže, 10. srpna 2007

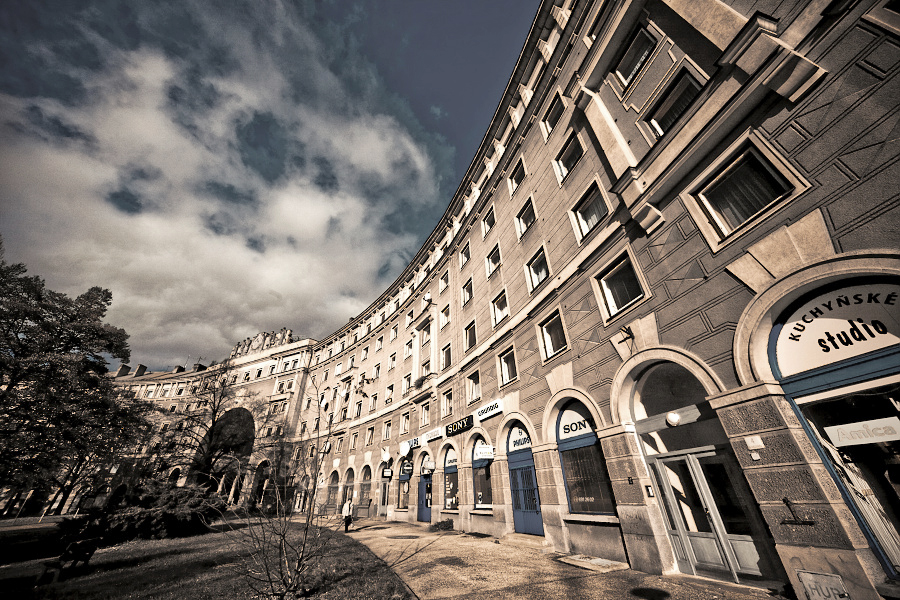
Boris Renner: Oblouk Ostrava Poruba - Sorela, 6. listopadu 2009

Boris Renner (* 18. ledna 1965 v Ostravě) je český fotograf specializující se na průmyslovou fotografii Ostravska. Jeho jméno je spjato s fotografickými pracemi z hornického a hutnického prostředí, architektury Ostravska a okolí.

## Život
Vystudoval SOU Energetické v Ostravě-Mariánských Horách (1985). V roce 2018 založil se svou manželkou Simonou Rennerovou projekt pod názvem Retro Ostrava. Cílem projektu je tvorba historických inscenovaných fotografií zaměřených na historii Ostravy, a zároveň podpořit Asociaci rodičů a dětí s DMO (dětská mozková obrna) a přidruženými onemocněními ČR.
Někdo se narodí na vsi a kouká do zeleně a na stromy, já jsem vyrůstal mezi komíny a ocelovými monstry. Ráno přes ně pronikalo slunce, v noci se proměnily v podivné hrady. Nevím, kdy se to stalo, ale najednou byly pod kůží, byla to moje Ostrava. Svérázná, jako její lidé, ale živá a svá. Pořád ji chci objevovat, zachycovat její věčné proměny. 
Boris Renner

## Dílo
- Ostravaci všem, fotografie Boris Renner, text Richard Sklář, 2007
- Ostrava včera a dnes, fotografie Boris Renner, text Karel Jiřík, Miloslav Kroček, Milan Myška, 2010
- Nová radnice osmdesátiletá
- Ostrava - malá procházka velkým městem - 2011, fotografie Boris Renner, básně
- Ostrava - čtvero ročních období - 2012, fotografie Boris Renner
- Po stopách OKD - 2012, fotografie Boris Renner
- Moravskoslezský kraj : krajinné proměny = The Moravian-Silesian Region : a landscape in change, fotografie Boris Renner, text Jaroslav Vencálek, 2013
- Ostrava mé město - 2014, Boris Renner
- Moravskoslezské putování - 2015, Boris Renner
- Ostravské pohledy - 2018, Boris Renner
- Příběhy staré Ostravy - 2018, Boris Renner
- Dřisty z klepača - 2019, Boris Renner
- Jarek 21 - 2020, Boris Renner
- Ostravské vzpomínky - 2021, Boris Renner

### Fotografie publikovány
- MF Dnes
- Instinkt
- Ekonom
- Právo
- Fotovideo
- Elle

### Výstavy fotografií
- Techné Ostrava, 2006
- Důl Hlubina, 2006
- Polsko – Zabrze, 2007
- Klub Atlantik, 2007
- Nová radnice Ostrava, 2007
- OC Futurum, 2007, 2010
- Hornické muzeum OKD, 2007
- Slezskoostravský hrad, 2008
- Dům knihy Librex, 2008
- Důl Michal Ostrava, 2009
- OC Futurum Ostrava, 2010
- Galerie Nová radnice, Ostrava, 2011
- Ruby Blue Stodolní, Ostrava, 2011
- Forum Nová Karolina, Ostrava, 2012
- Akord, Ostrava, 2022

## Galerie

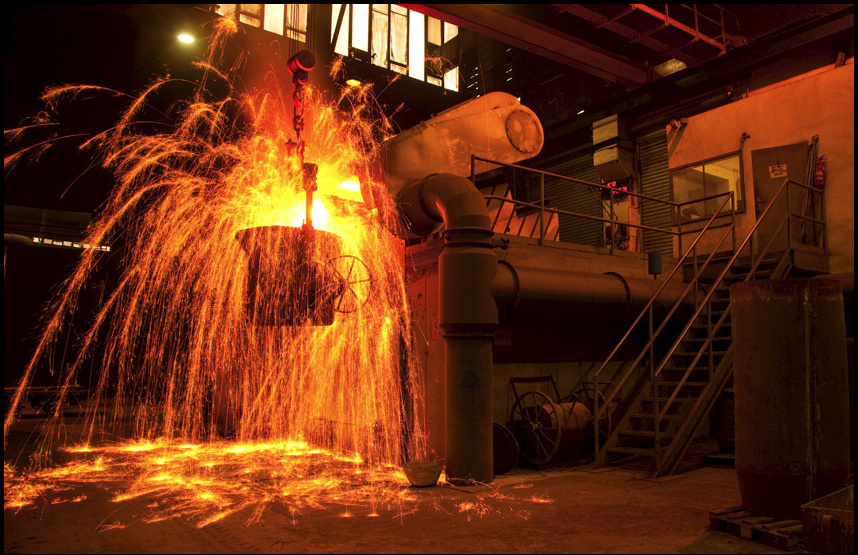
Slevárna Kuřim, listopad 2009
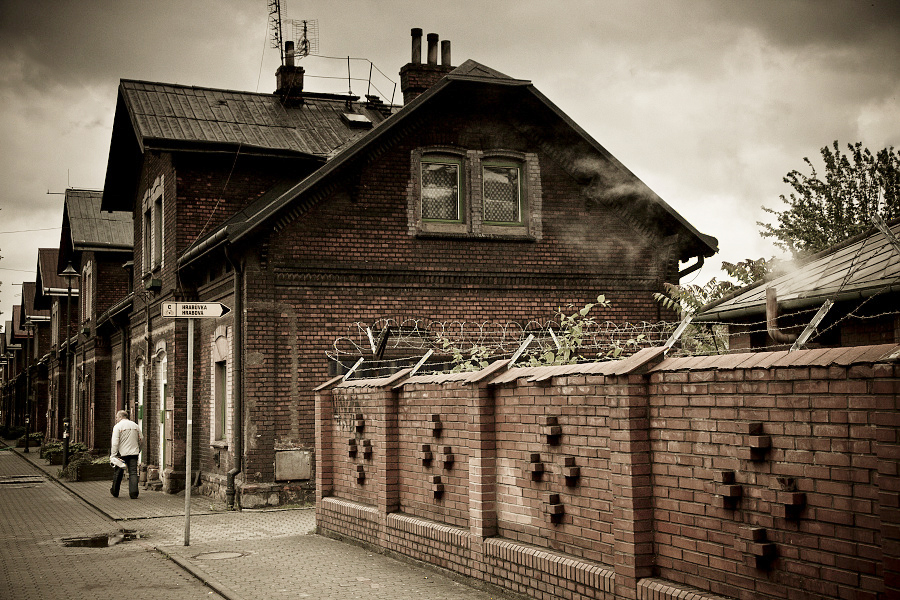
Vítkovice
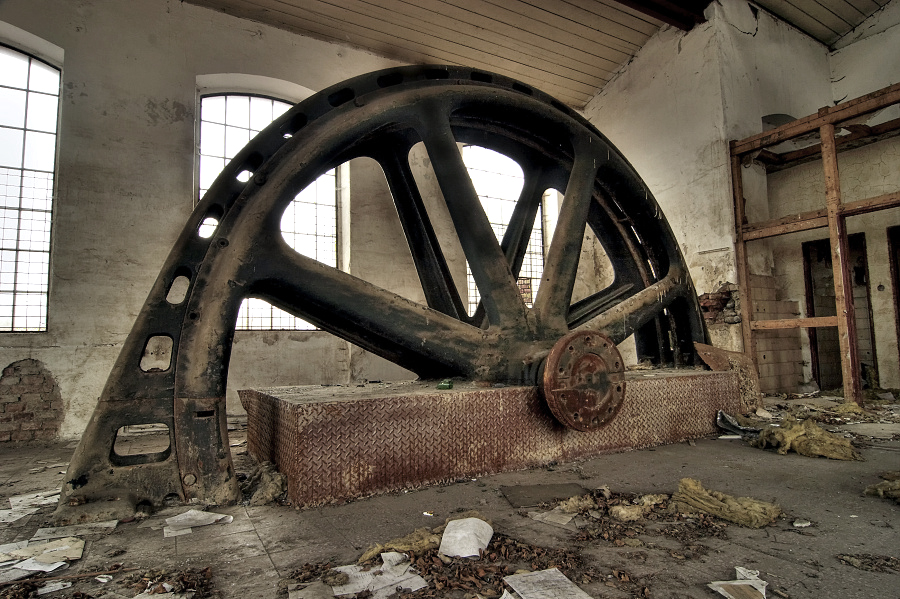
Strojovna bývalého dolu Ignát nacházející se na území Mariánských Hor fotografovaná 30. srpna 2007
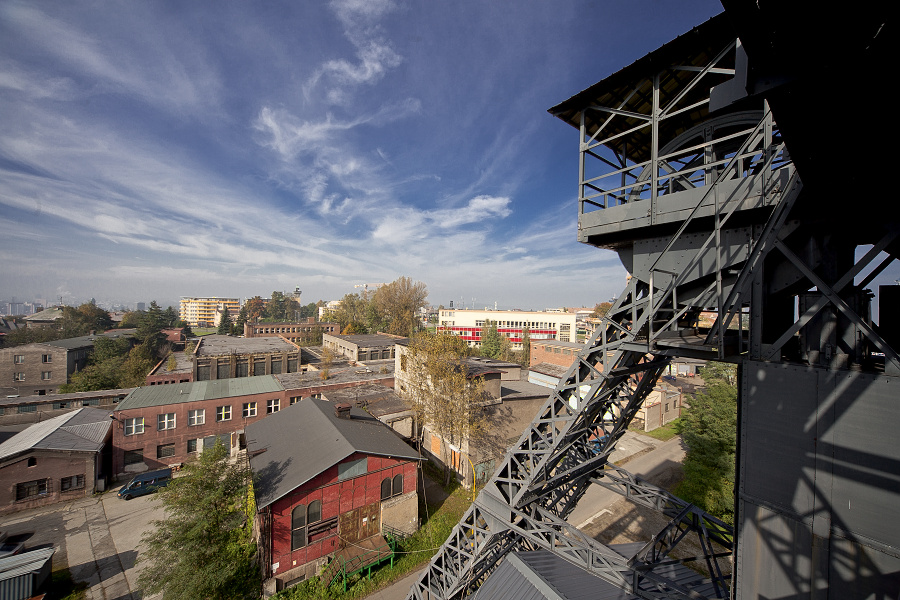
Důl Petr bezruč, Ostrava, 6. října 2010
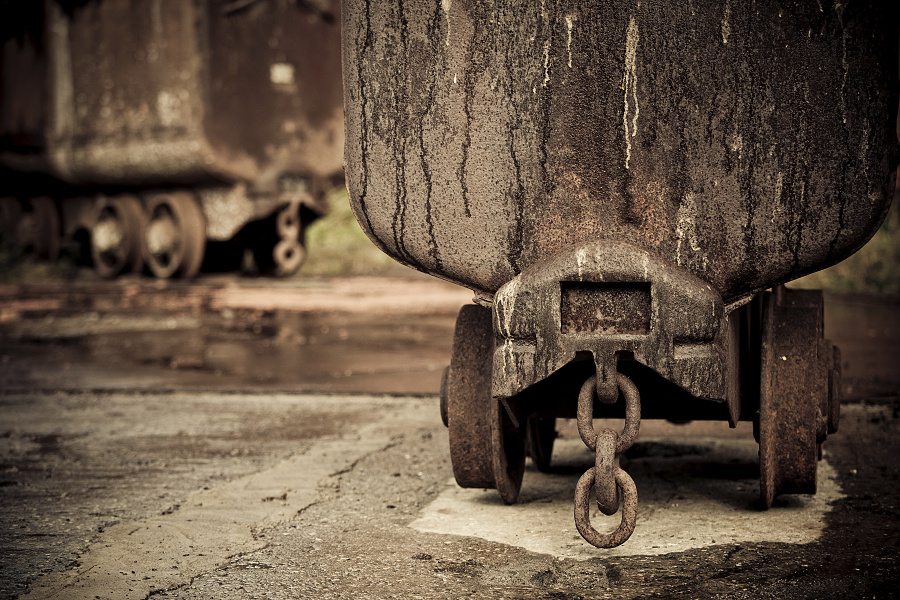
Důl Žofie, Orlová, 2010
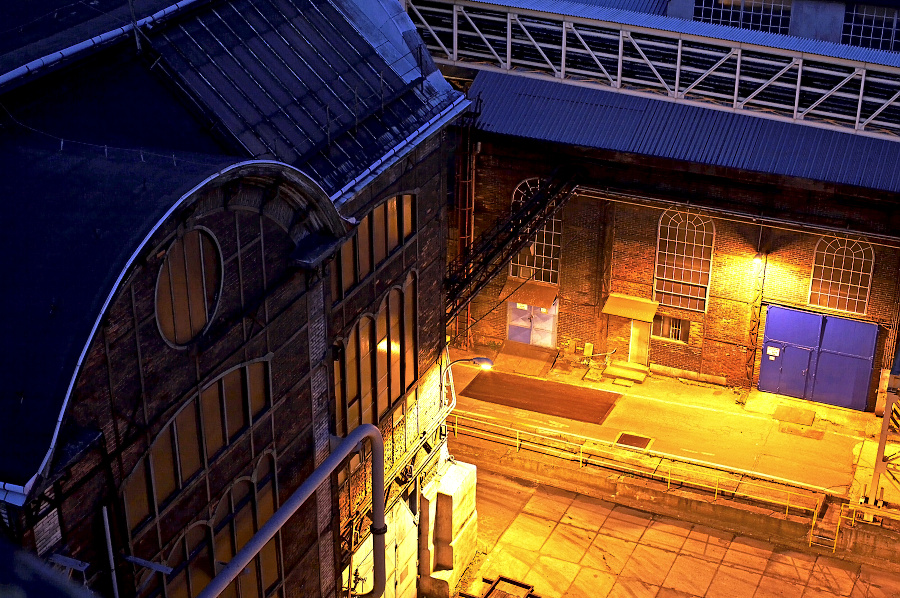
Elektrárna Vítkovice, 26. července 2007
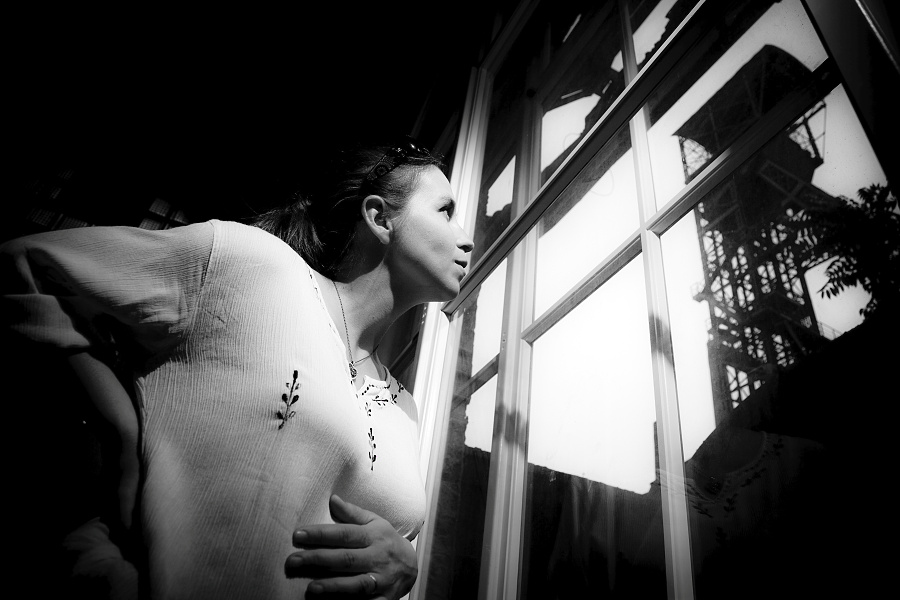
Důl Hlubina Ostrava, 23. srpna 2010